# Šimun Kanaanac
Šimun Kanaanac (naziva se još i Šimun Revnitelj, Šimun Zelot ili Šimun Apostol; Kana, ? - ?, oko 107.) jedan je od Isusovih dvanaest apostola. Naziva ga se Kanaanac kako bi ga se razlikovalo od Šimuna Petra, također apostola. Šimun znači "slušatelj", a ime Kanaanac znači, da je rođen u gradu Kani ili u pokrajini Kanaan. Prema drugom tumačenju "kanana" na aramejskom znači "revan", jednako kao i "zelotes" na grčkom.

## Životopis

### Novozavjetni spisi
U Evanđelju po Mateju spominje se u popisu apostola: 
»Ovo su imena dvanaestorice: Šimun, zvani Petar, i njegov brat Andrija; Jakov Zebedejev (stariji) i brat mu Ivan; Filip i Bartolomej; Toma i Matej, carinik; Jakov (mlađi) Alfejev i Juda Tadej; Šimun Kanaanac (Kananej) i Juda Iškariotski (Iškariotski), koji ga izdade.« (Mt 10,2-4)
U Evanđelju po Luki i Djelima apostolskim naziva se Šimun zvan Revnitelj (Lk 6,15) i Šimun Revnitelj (Dj 1,13), zbog revnosti židovskom zakonu.

### Kršćanska predaja
Prema legendi, naviještao je Evanđelje u Egiptu i Mezopotamiji, a prema nekim legendama i drugdje. Doživio je mučeničku smrt, zajedno s apostolom Judom Tadejem u Perziji. Prema predaji, obojica su bili prepiljeni. 

## Štovanje
Njegov spomendan katolici slave 28. listopada, zajedno s apostolom sv. Judom Tadejem i često su zajedno prikazani na slikama, dok se u pravoslavlju slavi zasebno. Njegove relikvije se nalaze u bazilici sv. Petra u Rimu i u Toulouseu.
U Novom Atosu, u Abhaziji postoji samostanski kompleks i crkva posvećena Šimunu Apostolu, koji je, prema predaji, upravo na tom mjestu bio pogubljen.
U Hrvatskoj postoje četiri rimokatoličke župe kojima su titulari sv. Šimun i Juda Tadej: u Bokanjcu, Cigleni, Markuševcu i Tinjanu.